# 朱膺铺
安昌懷僖王朱膺鋪（1455年—1485年9月24日），明朝岷順王朱音埑次子，母亲是王妃汤氏。

## 生平
天順四年（1460年）三月获赐名。
成化二年（1466年）十月，明宪宗命安遠侯柳景、泰寧侯陳涇、富陽伯李輿、刑部右侍郎董方、工部右侍郎李顒為正使，尚寶司司丞蔣敞、兵科給事中王秉彝、刑科給事中蕭彥莊、工科給事中王詔、兵部郎中王恕為副使，冊封朱膺鋪為安昌王。
朱音埑得風疾，朱膺鋪侍奉湯藥，晨夕不離，朱音埑嘉獎他，上奏請求按例旌表。事下禮部，覆奏说没有旌表宗亲藩王的例子。成化十年（1474年）二月，宪宗特賜诏书，獎諭朱膺鋪。
成化十一年（1475年）六月，朱音埑奏朱膺鋪蒙優詔褒嘉孝行，想父子一同入京謝恩，宪宗写信阻止。
成化十六年（1480年），朱音埑去世。世子朱膺鉟获罪被革去冠带，于是由朱膺鋪暂主祭祀。成化二十一年（1485年）八月，朱膺鋪去世。死讯传来，輟朝一日，按制度賜祭葬，諡懷僖。十一月，因安昌王妃楊氏所请，赐米每年五十石以養贍。
弘治二年（1489年），嫡长子朱彦滵袭封。

### 分歧记载
《明孝宗敬皇帝實錄卷六十五》载弘治五年（1492年）七月朱膺鋪和韓府通渭王朱徵銶各自请求医生治病，朝廷命武岡州及平涼縣各遣醫士去看病，误。当时安昌王应为朱彦滵。

## 家庭
- 王妃杨氏

### 子孙
- 嫡长子安昌荣和王朱彦滵
- 第三子镇国将军朱彥沰，成化十六年（1480年）十一月赐名，[12]弘治三年（1490年）二月按制度赐誥命冠服[13]